# Plaus
Plaus (Plaus in tedesco) è un comune italiano di 760 abitanti della provincia autonoma di Bolzano in Trentino-Alto Adige.

## Origini del nome
Il toponimo è attestato come Palus nel 1270 e deriva dal latino palus ("palude").
Plaus è, insieme a Lana e Gais, uno dei tre comuni altoatesini con un toponimo coincidente nelle due lingue ufficiali della provincia.

## Storia
Plaus viene citata storicamente per la prima volta in documenti nel 1270 come Palus (latino Palude).
Il comune appartenne sino alla fine della prima guerra mondiale alla circoscrizione giudiziaria di Merano ed era parte del distretto della stessa città di Merano.

### Stemma
Lo stemma raffigura tre aquile nere spiegate, su sfondo argento attraversato da una fascia rossa. È l'insegna dei Signori di Tarant che vissero nel Castello di Tarantsberg (o Dornsberg) fino al 1291. Lo stemma è stato adottato nel 1966.

## Monumenti e luoghi d'interesse

### Architetture religiose
- Chiesa di Sant'Udalrico

## Società

### Ripartizione linguistica
La sua popolazione si è dichiarata nella quasi sua totalità di madrelingua tedesca:
| %      | Ripartizione linguistica (gruppi principali) |
| ------ | -------------------------------------------- |
| 95,27% | madrelingua tedesca                          |
| 4,57%  | madrelingua italiana                         |
| 0,15%  | madrelingua ladina                           |

### Evoluzione demografica
Abitanti censiti

## Amministrazione
| Periodo | Periodo   | Primo cittadino | Partito | Carica  | Note |
| ------- | --------- | --------------- | ------- | ------- | ---- |
| 2000    | 2005      | Arnold Schuler  | SVP     | Sindaco |      |
| 2005    | in carica | Jürgen Klotz    | SVP     | Sindaco |      |